# Ludovico Del Vecchio
Ludovico Del Vecchio (Modena, 1957) è uno scrittore italiano.

## Biografia
Nato a Modena da madre geminiana e padre romano, frequenta il Liceo Classico Ludovico Antonio Muratori e poi si laurea in Medicina Veterinaria alla facoltà di Bologna. Nel 2017 inventa il genere letterario del green thriller, pubblicando per Elliot Edizioni il romanzo La compagnia delle piante, l’inizio della saga del poliziotto italo-belga Jan De Vermeer e del serial killer Alberto Bacenigo. Nel 2020 esce il primo dei saggi ecologici scritti a quattro mani con il professor Francesco Ferrini, La Terra salvata dagli alberi. Nel 2021 registra per il MUSE_(museo) di Trento La compagnia dei libri e delle piante, una serie di podcast sui testi più famosi della letteratura botanica. Nel 2025 inizia una collaborazione con la rivista Arbor della Società Italiana di Arboricoltura (SIA) pubblicando articoli sulla letteratura botanica.

## Opere
- La compagnia delle piante, Elliot edizioni, 2017.
- La cura degli alberi, Elliot edizioni, 2018.
- Il movimento delle foglie, Elliot edizioni, 2019.
- La terra salvata dagli alberi, con Francesco Ferrini, Elliot edizioni, 2020.
- Resistenza verde, manuale di autodifesa ambientale, con Francesco Ferrini, Elliot Edizioni, 2021.
- Morte nel bosco nuovo, Elliot edizioni, 2021.
- Alberi e gente nuova per il Pianeta, con Francesco Ferrini, Elliot Edizioni, 2022
- Il mistero dei fiori viola, Elliot Edizioni, 2023
- Racconti di alberi, isole e cani, Incontri Editrice, 2024